# 自由の女神像 (ニューヨーク)
座標: 北緯40度41分21秒 西経74度2分40秒 / 北緯40.68917度 西経74.04444度

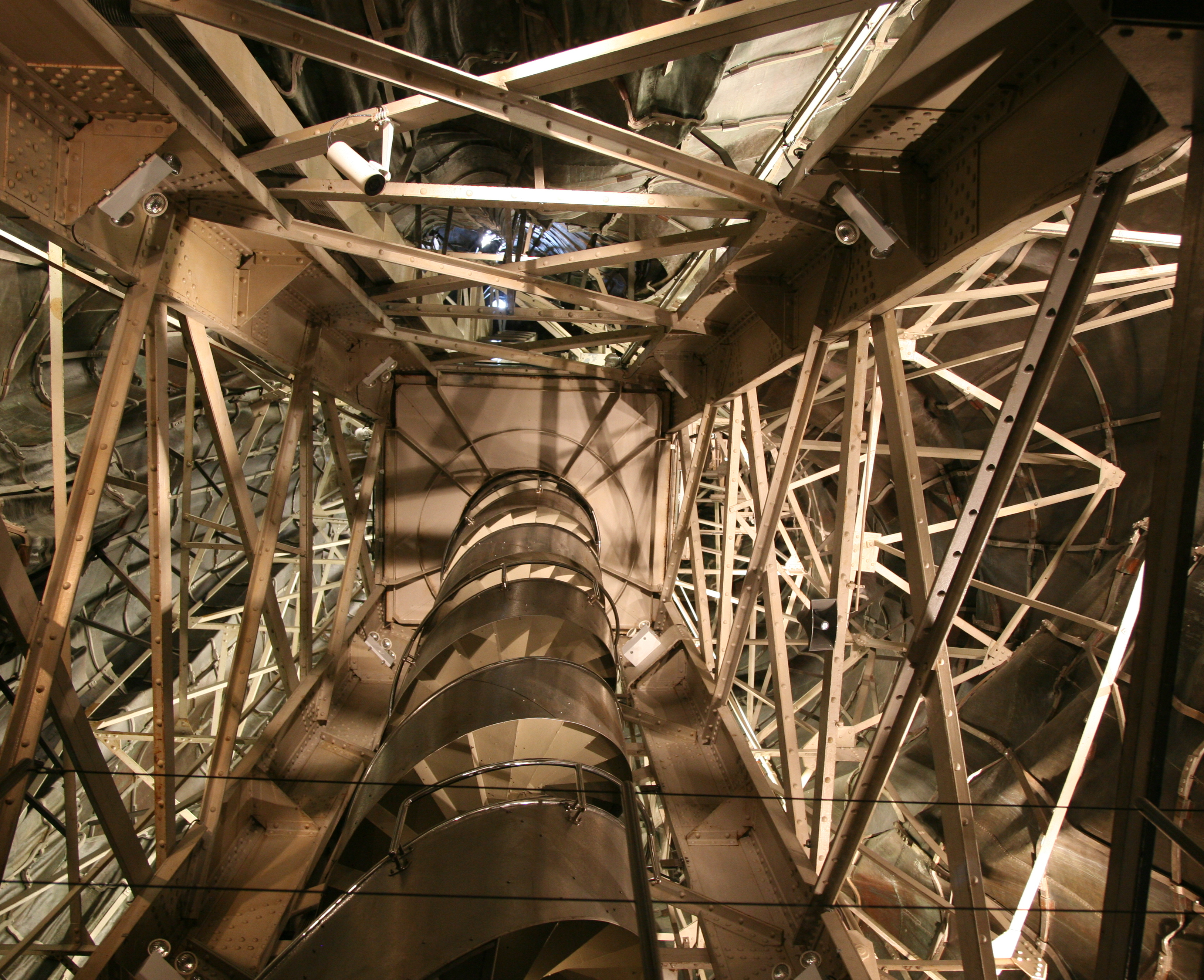
自由の女神像の内部。

自由の女神像（じゆうのめがみぞう、英: Statue of Liberty）は、アメリカ合衆国のニューヨーク港内、リバティ島にある像である。正式名称は世界を照らす自由（せかいをてらすじゆう、英: Liberty Enlightening the World） 。

## 概要
自由の女神像はアメリカ合衆国の独立100周年を記念して、独立運動を支援したフランス人の募金によって贈呈され1886年に完成した。アメリカ合衆国の自由と民主主義の象徴であるとともに、19世紀以来絶えることなく世界各地から観光客が訪れている。
銅製だが、緑青のために緑色になっている。像の頭の部分までの高さは33.86メートル（111.1フィート）、台座からトーチ（たいまつ）までの高さは46.05メートル（151.1フィート）、台座の高さは47メートル（153フィート）、台座部分も含めると93メートル（305.1フィート）、総重量は225トンである。
右手には炎を純金張りで象られたたいまつを空高く掲げ、左手にはアメリカ合衆国の独立記念日である「1776年7月4日」とローマ数字で刻印された銘板を持っている。
足元には引きちぎられた鎖と足かせがあり、全ての弾圧、抑圧からの解放と、人類は皆自由で平等であることを象徴している。女神がかぶっている冠には七つの突起がある。これは、七つの大陸と七つの海に自由が広がるという意味である。
また「女神」である由来は、フランス語で「自由」を表す名詞 "la Liberté" が女性名詞であることにある。
台座部分にはエレベータが設置されている。エレベータの最上階（10階）からは像の中のらせん階段を上がって王冠部分の展望台に登ることができる。2001年9月11日に発生したアメリカ同時多発テロ事件後は安全のため、同展望台は閉鎖されていたが、2009年7月4日、独立記念日に合わせて約8年ぶりに再開された。再開後は、同展望台に入場できる人数が1時間あたり30人まで、1日240人までと制限されたほか、入場には予約が必要となった。台座部分の内部はアメリカの移民の歴史について展示する博物館になっており、エマ・ラザラス（英: Emma Lazarus）が書いた「新しい巨像（英: The New Colossus）」という題の14行詩を浮き彫りにしたブロンズ製銘板が設置されている。たいまつは灯台とするためのものであったが、雲に反射して船舶運航の妨げになるということで中止された。また、像はもともと灯台を予定していたため、ニューヨーク港を向いており、実際1898-1899年版のアメリカ合衆国公式「Light List（灯台リスト）」に、381番「Liberty Enlightening the World」として掲載されていた。
なお、自由の女神像はフランス系フリーメイソンリーとアメリカ系フリーメイソンリーの間に交わされた贈り物であった。台座の記念盤には以下の文言が刻まれている。
| 「 | AT THIS SITE ON AUGUST 5TH, 1884, THE CORNERSTONE OF THE PEDESTAL OF THE STATUE OF "LIBERTY ENLIGHTENING THE WORLD" WAS LAID WITH CEREMONY BY WILLIAM A. BRODIE, GRAND MASTER OF MASONS IN THE STATE OF NEW YORK. GRAND LODGE MEMBERS, REPRESENTATIVES OF THE UNITED STATES AND FRENCH GOVERNMENTS, ARMY AND NAVY OFFICERS, MEMBERS OF FOREIGN LEGATIONS, AND DISTINGUISHED CITIZENS WERE PRESENT. THIS PLAQUE IS DEDICATED BY THE MASONS OF NEW YORK IN COMMEMORATION OF THE 100TH ANNIVERSARY OF THAT HISTORIC EVENT. 仮訳: （この地にて1884年8月5日、「世界を照らす自由の女神」の像の台座の礎石は、ニューヨーク州 メイソン団のグランド・マスター、ウィリアム・A・ブロディーによる式典とともに設置された。 グランド・ロッジの構成員ら、合衆国およびフランスの政府の代表ら、陸軍および 海軍の将校ら、諸外国の使節団の構成員ら、ならびに名高い市民らが参列した。この銘盤はかの 歴史的事件の第100周年を記念してニューヨークのメイソン団により捧げられる。） | 」 |

## 歴史

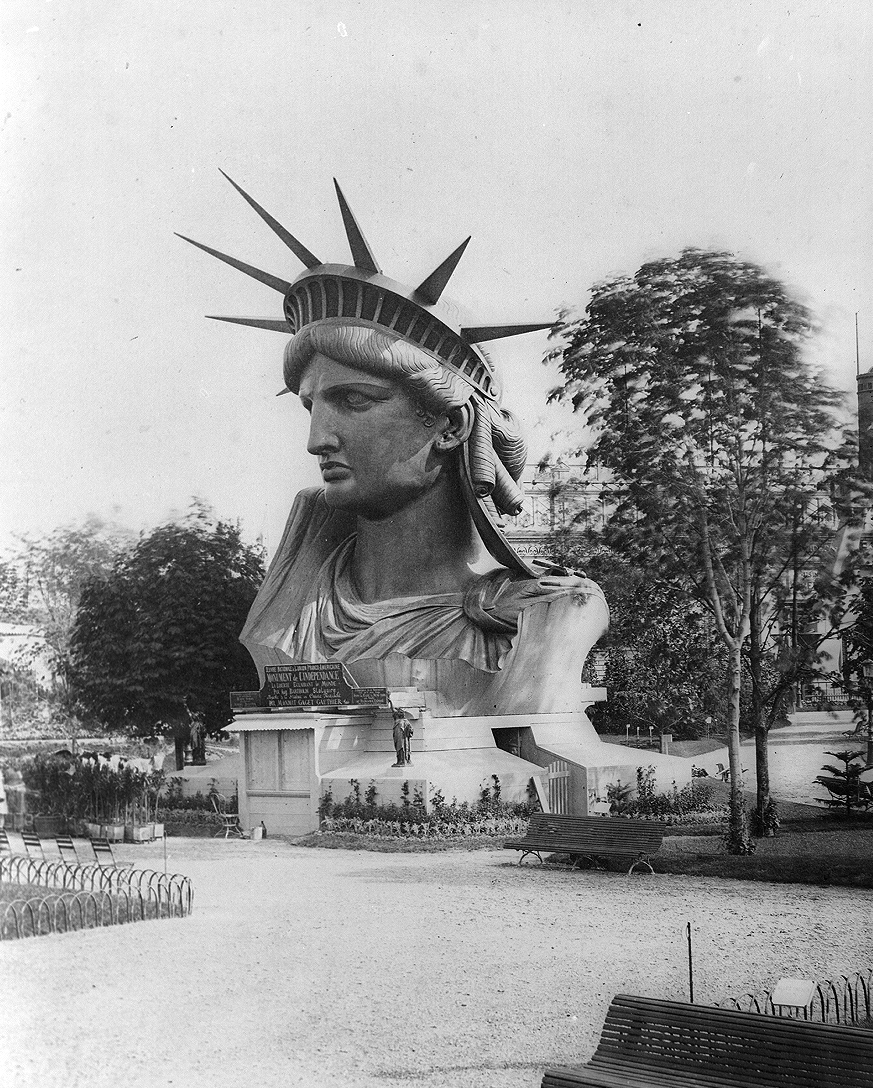
パリ万博で展示された頭部

### 設計と建設
アメリカ合衆国の独立100周年（1876年）を祝い、フランスの法学者で政治家のエドゥアール・ド・ラブライエが南北戦争後の混乱に苦しんでいたアメリカに対し両国の深い友情の証となりうるモニュメントの寄贈を提案し、寄付の募集を呼びかけた。設計は1874年にラブライエからフレデリック・オーギュスト・バルトルディに依頼された。構造設計にはパリのノートル･ダム大聖堂の修復に関わったヴィオレ・ル・デュク（1879年没）やエッフェル塔で知られるギュスターヴ・エッフェルが関わった。像のデザインはウジェーヌ・ドラクロワの絵『民衆を導く自由の女神』とバルトルディの母親をモデルにしたものである。資金集めのため記念像建造キャンペーンとして、1876年のフィラデルフィア万博にトーチを掲げる右腕の一部、1878年の万国博覧会であるパリ万博に完成頭部が展示され、大きな反響を得た。宝くじも発行され、約40万ドル相当の寄付金を集めた。1884年にフランスパリで仮組み完成され、214個に分解してフランス海軍軍用輸送船イゼール号でアメリカに運ばれた。
台座部分の建設資金は、『ニューヨーク・ワールド』紙社主ジョーゼフ・ピューリツァーが資金集めのキャンペーンを行い、アメリカ国民の寄付によってまかなわれた。台座部分の設計はアメリカのリチャード・ハントが行った。1886年10月28日に除幕式が行われた。当日はあいにくの雨であったが、グロバー・クリーブランド大統領をはじめ100万人以上の観衆が集まり、顔にかけられたフランス国旗を製作者のバルトルディが除幕した。
その後、像が置かれることになったリバティ島（当時はベドロー島と呼ばれていた）の庭園の設計はペイリーパークの設計で知られるランドスケープアーキテクトのロバート・ザイオンが担当した。

### アメリカの象徴

頭部展望台から手を振る元ファーストレディのナンシー・レーガン夫人（1986年7月4日撮影）

1924年にアメリカ合衆国国定記念物、1966年にアメリカ合衆国国家歴史登録財、1984年に世界遺産（文化遺産）に登録された。以後も、アメリカだけでなく世界の自由を象徴する建造物として多くの人に知られている。
創作の方面でも、アメリカ、あるいはそれに関わる事物を象徴するものとして特に描かれる場合がある。たとえば映画『猿の惑星』第一作では最後の場面で、その星が実は地球だった、ということを示すために使われた。『ゴーストバスターズ2』では、悪霊と戦うためには地域の人間の善意が必要、といってみんなの納得する善意の象徴として自由の女神像を持ち出す。
1984年から1986年にかけて大がかりな修復が行われた。像の内部を支える鉄骨材の腐食した箇所（およそ1800）をステンレス材に交換し、構造上の問題から右腕が傾いていたのを直すため、腕の付け根付近の構造を補強するなどした。

### 9.11後の状況
2001年9月11日のアメリカ同時多発テロ事件の際には、自由の女神像もテロの標的となる噂があった。このため2001年9月12日から2004年7月までリバティ島への上陸が禁止された。2004年8月、台座部分の内部までの公開が再開されたが、安全上の理由で頭部にある展望台の再開は見送られた。2009年7月4日、頭部の展望台は、独立記念日に合わせて、入場者数の制限付きながらも再開された。

## 登録基準
この世界遺産は世界遺産登録基準のうち、以下の条件を満たし、登録された（以下の基準は世界遺産センター公表の登録基準からの翻訳、引用である）。
- (1) 人類の創造的才能を表現する傑作。
- (6) 顕著で普遍的な意義を有する出来事、現存する伝統、思想、信仰または芸術的、文学的作品と直接にまたは明白に関連するもの（この基準は他の基準と組み合わせて用いるのが望ましいと世界遺産委員会は考えている）。

## 自由の女神像が登場する作品の一覧

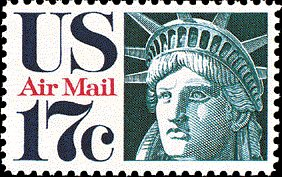
自由の女神像の頭部を描いた1971年の航空郵便切手

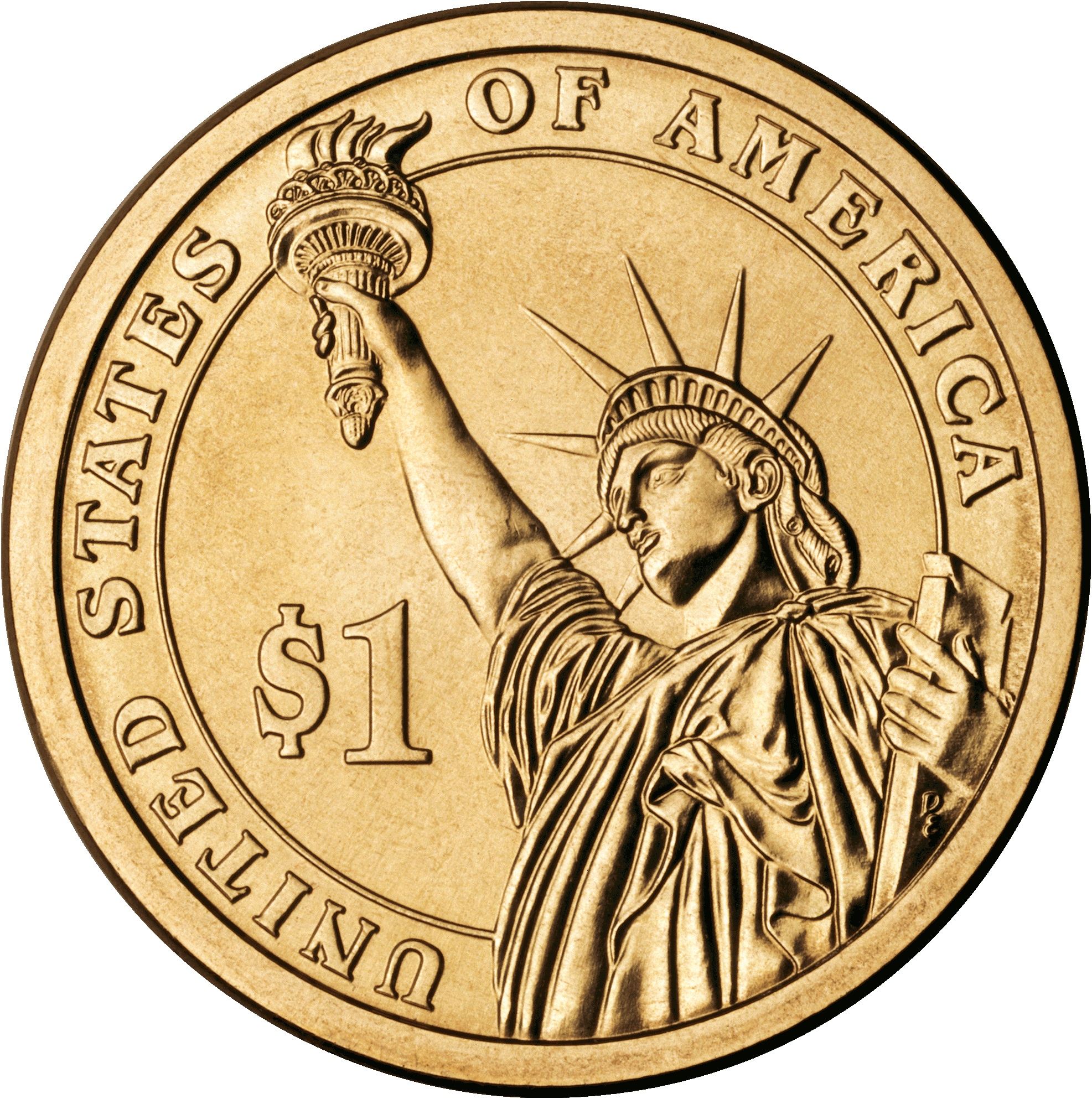
大統領コインの裏側

自由の女神像はハリウッド映画など（主にニューヨークを舞台にした）多くの作品に登場している。

### 映画
- チャップリンの移民（1917年） - 主人公を含む移民達を乗せた船がアメリカに到着したシーンで登場。
- 逃走迷路（1942年） - クライマックスシーンの舞台となる。
- 世界大戦争（1961年） - クライマックスシーンで核ミサイルによって破壊される。その後、さまざまな作品（特に『ウルトラセブン』最終話など円谷プロ、東宝のテレビ特撮番組）にこのシーンが流用された。
- 猿の惑星（1968年） - ラストで海岸にそびえ立つシーンで登場。主人公がいる星が地球だということを暗示している。
- ゴッドファーザー PART II（1974年） - 幼いヴィトー・コルレオーネが移民船でアメリカに到着したシーンで登場。
- ゴーストバスターズ2（1989年） - 善のシンボルとして悪霊と戦う。
- ホーム・アローン2（1992年） - ケビンがニューヨークを観光するシーンで登場。
- インデペンデンス・デイ（1996年） - エイリアンによる攻撃後、倒壊した姿で登場。
- ディープ・インパクト（1998年） - 大津波に破壊され、海中を頭部が漂う。
- X-メン（2000年） - クライマックスシーンの戦いの舞台。
- メン・イン・ブラック2（2002年） - 終盤で女神像の意外な機能が明らかになる。
- デイ・アフター・トゥモロー（2004年） - ニューヨークを襲った津波に飲み込まれる。
- ゴジラ FINAL WARS（2004年） - ラドンとX星人による攻撃後、倒壊された姿で登場。
- クローバーフィールド/HAKAISHA（2008年） - 正体不明の怪獣によって頭部が破壊される。
- スパイダーマン:ノー・ウェイ・ホーム（2021年） - クライマックスシーンの戦いの舞台となる。

### ドラマ
- ドクター・フー（2012年） - 女神像の正体が巨大な嘆きの天使であることがシリーズ7で発覚する。
- 高い城の男（2018年）- シーズン3で旧アメリカ合衆国の歴史を抹消するナチスの計画「イヤー・ゼロ」によって爆破される。

### アニメ
- チャージマン研!（1974年） - 第65話において、ジュラル星人の宇宙船からビーム攻撃を受け、破裂した。
- 幻魔大戦（1983年） - ニューヨークが津波で壊滅するシーンの冒頭で、予兆として女神像に亀裂が走る。
- ルパン三世 バイバイ・リバティー・危機一発!（1989年） - 次元大介の旧友ルースターが自由の女神像のどこかに隠したという世界最大のダイヤモンド「スーパーエッグ」を取り出すため、ルパンは巨大バルーンの大仕掛けで「世界最大の美女」をかっさらった。
- 機動武闘伝Gガンダム（1994年） - シャイニングガンダムの発進時に砕け散った。また、「自由の女神砲」としてネオアメリカの切り札にもなっている。
- R.O.D -READ OR DIE-（2001年） - 第一話において、主人公読子・リードマンと敵側の怪人（偉人）オットー・リリエンタールとの空中追走劇の最終舞台となる。
- タイムボカン 逆襲の三悪人（2017年） - 『福澤アナまた見参！ 自由の女神ウルトラクイズ！』内で登場。自由の女神がテーマとなっている。
- バキ（2018年） - スペックの殴打によって、女神像全体に亀裂が入る。その後、ワイヤーロープで像全体を縛り付ける事で補修された。
- 逃走中 グレートミッション（2023年） - 第60話において、ラビと雪之丞を必死で追いかけるもジャンプしてラビはシンボルの右手を掴み、雪之丞が堕ちてハンターに確保された、ラビは逃走成功した。
- ラブ、デス&ロボット（2025年） - シーズン4『ミニとの遭遇』にて、自動車が胴体部分に激突したことでバラバラに倒壊する。

### ゲーム
- チェルノブ（1988年） - タイトル画面と最終面ボスの背景に登場。
- 暴れん坊天狗（1991年） - ステージ１のボスとして登場。NES版ではアメリカの象徴という事に配慮し、メデューサに差替えられている。
- 天外魔境 第四の黙示録（1997年） - ラストダンジョンとして登場する。
- パラサイト・イヴ（1998年） - 同名小説を基にしたゲーム。
- スーパーロボット大戦COMPACT2（2000年） - 戦略MAPの一部に登場。
- NINJA GAIDEN 2（2008年） - 内部が戦闘場所として登場。『NINJA GAIDEN Σ2』では女神像自体と戦うこととなる。

## その他
- 2019年現在、自由の女神への観光をうたいながら自由の女神があるリバティー島には行かないツアーを売り付ける詐欺業者が出没しており、地元出身者も騙されている。ニューヨーク市長は、地元紙の取材に対し「詐欺業者からは引き続き罰金を取る」と明言している[7]。
- 『自由の女神』とは日本独自の呼び名である。英語では像の女性は「Lady Liberty」と呼ばれており、女神（英: goddess）という表現は使われない。